# Municipio de South (Iowa)
El municipio de South (en inglés: South Township) es un municipio ubicado en el condado de Madison en el estado estadounidense de Iowa. En el año 2010 tenía una población de 1457 habitantes y una densidad poblacional de 16,62 personas por km².

## Geografía
El municipio de South se encuentra ubicado en las coordenadas 41°17′59″N 93°50′27″O / 41.29972, -93.84083. Según la Oficina del Censo de los Estados Unidos, el municipio tiene una superficie total de 87.69 km², de la cual 87,56 km² corresponden a tierra firme y (0,15 %) 0,13 km² es agua.

## Demografía
Según el censo de 2010, había 1457 personas residiendo en el municipio de South. La densidad de población era de 16,62 hab./km². De los 1457 habitantes, el municipio de South estaba compuesto por el 97,74 % blancos, el 0,96 % eran afroamericanos, el 0,07 % eran amerindios, el 0,07 % eran asiáticos y el 1,17 % eran de una mezcla de razas. Del total de la población el 1,17 % eran hispanos o latinos de cualquier raza.